# Hiroki Iijima
Hiroki Iijima (飯島 寛騎 Ījima Hiroki?,  Sapporo, Hokkaidō, 16 de agosto de 1996) es un actor japonés, afiliado a Oscar Promotion. Es conocido por interpretar el papel principal de Emu Hōjō/Kamen Rider Ex-Aid en la franquicia de Kamen Rider.

## Biografía
Iijima nació y creció en la isla de Hokkaidō, Japón. Se graduó de la Escuela Primaria Sapporo Shiroshi y jugó baloncesto durante su juventud, además de formar parte de un grupo de voleibol en la Escuela Secundaria de Osaka. En 2015 y, mientras trabajaba a tiempo parcial en una tienda de ropa, Iijima ganó el Grand Prix en el 28to Super Boy Contest de la revista Junon. Actualmente asiste a la Universidad de Ōtani. 
En agosto de 2016, se anunció que interpretaría el papel principal de Emu Hōjō/Kamen Rider Ex-Aid en la serie Kamen Rider Ex-Aid de TV Asahi, la cual salió al aire en octubre de ese mismo año. Iijima ya había desempeñado un papel secundario en Kamen Rider Ghost, también interpretando a Hōjō.

## Filmografía

### Televisión
| Año  | Título                | Papel                             | Cadena   | Notas            | Ref.  |
| ---- | --------------------- | --------------------------------- | -------- | ---------------- | ----- |
| 2016 | Kamen Rider Ghost     | Kamen Rider Ex-Aid                | TV Asahi | Voz, episodio 50 |       |
| 2016 | Kamen Rider Ex-Aid    | Emu Hōjō/Kamen Rider Ex-Aid       | TV Asahi | Principal        | [ 3 ] |
| 2017 | Uchū Sentai Kyuranger | Emu Hōjō/Kamen Rider Ex-Aid (voz) | TV Asahi | Episodio 7       |       |
| 2018 | Kamen Rider Zi-O      | Emu Hōjō/Kamen Rider Ex-Aid       | TV Asahi | Episodios 3 y 4  |       |

### Películas
| Año  | Title                                                                            | Role                              | Notes         |
| ---- | -------------------------------------------------------------------------------- | --------------------------------- | ------------- |
| 2016 | Kamen Rider Ghost: The 100 Eyecons and Ghost's Fated Moment                      | Kamen Rider Ex-Aid (voz)          | Cameo         |
| 2016 | Kamen Rider Heisei Generations: Dr. Pac-Man vs. Ex-Aid & Ghost with Legend Rider | Emu Hōjō/Kamen Rider Ex-Aid (voz) | Principal     |
| 2017 | Kamen Rider × Super Sentai: Ultra Super Hero Taisen                              | Emu Hōjō/Kamen Rider Ex-Aid (voz) | Principal     |
| 2017 | Kamen Sentai Gorider                                                             | Emu Hōjō/Kamen Rider Ex-Aid (voz) | Miniserie web |
| 2017 | Kamen Rider Ex-Aid the Movie: True Ending                                        | Emu Hōjō/Kamen Rider Ex-Aid (voz) | Principal     |
| 2017 | Kamen Rider Heisei Generations Final: Build & Ex-Aid with Legend Rider           | Emu Hōjō/Kamen Rider Ex-Aid (voz) | Principal     |